# Global Energy Prize
Global Energy Prize är en utmärkelse för forskning och teknisk utveckling inom energiområdet. Utmärkelsen delas ut årligen i samband med Sankt Petersburgs internationella ekonomiska forum till en eller flera forskare. Priset har delats ut sedan 2003.
2016 var prissumman var 39 miljoner rubel. Valet av mottagare görs av en internationell priskommitté som för närvarande (januari 2017) består av 19 forskare och energiexperter från 12 länder under ledning av den brittiske energiforskaren Rodney John Allam. Utmärkelsen administreras av organisationen Global Energy Association med finansiellt stöd från de ryska energibolagen Gazprom, Surgutneftegaz och FSK EES.

## Historia
Grunden till utmärkelsen lades 2002 i form av ett samarbete mellan ryska vetenskapsmän och energibolag. Planerna på att dela ut priset tillkännagavs av Rysslands president Vladimir Putin i november 2002, och det delades ut för första gången i juni 2003.

## Pristagare

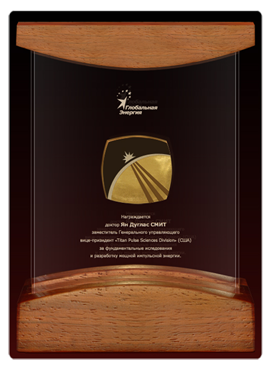
Prisplakett

Fram till 2024 har 53 forskare belönats med Global Energy Prize. Pristagarna har kommit från Australien, Storbritannien, Tyskland, Grekland, Danmark, Island, Italien, Kanada, Kina, Ryssland, USA, Ukraina, Frankrike, Schweiz, Sverige och Japan.

### 2024[10]
Minggao Ouyang (Kina),
Zi-Qiang Zhu (Storbritannien),
Héctor D. Abruña (USA).

### 2023
Zhong Lin Wang (Kina),
Ruzhu Wang (Kina).

### 2022
Viktor Orlov (Ryssland),
Mercouri Kanatzidis (USA),
Kaushik Rajashekara (USA).

### 2021
Suleyman Allakhverdiev (Ryssland),
Zinfer Ismagilov (Ryssland),
Yi Cui  (USA).

### 2020
Nikolaos Hatziargiriou (Grekland),
Peidong Yang (Kina).
Carlo Rubbia (Italien).

### 2019
Frede Blaabjerg (Danmark),
Khalil Amine (USA).

### 2018
Sergei Alekseenko (Ryssland).
Martin Green (Australien).

### 2017
Michael Grätzel  (Schweiz).

### 2016
Valentin Parmon (Ryssland) – för utveckling av nya katalysatorer för raffinering av råolja och framtidsinriktade tillämpningar inom området förnybar energi.

### 2015
Shuji Nakamura (USA) – för att ha uppfunnit, utvecklat och kommersiellt tillämpat teknik för energieffektivt vitt LED-ljus.
Jayant Baliga (USA) – för att ha uppfunnit, utvecklat och kommersiellt tillämpat IGBT-transistorn och därigenom underlättat distribution och styrning av energi.

### 2014
Lars G Larsson (Sverige) och Asjot Sarkisov (Ryssland) – för sina bidrag till förbättrad kärnkraftssäkerhet och avveckling av kärntekniska anläggningar.

### 2013
Akira Yoshino (Japan) – för att ha uppfunnit det uppladdningsbara litiumjonbatteriet som möjliggjort nya elektroniska apparater, elfordon och hybridfordon samt för att ha utvecklat och funnit kommersiella tillämpningar för energilagringssystem baserade på sådana batterier.
Vladimir Fortov (Ryssland) – för forskning kring materialegenskaper vid extrema och tidigare outforskade termodynamiska tillstånd samt utveckling av elektriska impulsgeneratorer drivna av kraftiga chockvågor med tillämpningar inom strömbegränsning, simulering av blixtnedslag och energiomvandling.

### 2012
Rodney John Allam (Storbritannien) och Valerij Kostiuk (Ryssland) – för utveckling av processer och utrustning för att producera kryogener samt utveckling och tillämpning av ny teknik för elproduktion i elkraftsystem.
Boris Katorgin (Ryssland) – för forskning och utveckling rörande raketmotorer med hög verkningsgrad och kryogener som bränsle syftande till fredligt utnyttjande av rymden i sammanhang där det finns behov av hög effektutveckling.

### 2011
Filipp Rutberg (Ryssland) – för forskning och utveckling rörande plasmabaserade processer med tillämpningar inom energiproduktion.
Arthur Rosenfeld (USA) – för pionjärarbete inom området energieffektivisering.

### 2010
Boris Paton (Ukraina) – för bidrag till lösning av vetenskapliga och tekniska problem förknippade med pipelinetransport av energiresurser.
Aleksandr Leontiev (Ryssland) – för forskning syftande till att uppnå högre intensitet vid värmeöverföring i kraftverk.

### 2009
Brian Spalding (Storbritannien) – för konceptuell utveckling och beskrivning av processer för transport av värme och materia med tillämpningar på strömningsmekaniska beräkningar.
Aleksej Kontorovitj (Ryssland) – för forskning och utveckling rörande nya metoder för att kartlägga, prospektera och exploatera förekomster av petroleum.
Nikolaj Laverov (Ryssland) – för forskning kring och storskalig tillämpning av nya metoder för utforskning och exploatering av olje-, gas- och uranfyndigheter.

### 2008
Eduard Volkov (Ryssland) – för utveckling och tillämpning av teknik för syntetisk oljeproduktion med syftet att kunna bidra till att tillgodose världens energibehov.
Clement Bowman (Kanada) – för teoretisk analys, utveckling och tillämpning av effektiv teknik för syntetisk bränsleproduktion från oljeskiffer och oljesand.
Oleg Favorskij (Ryssland) – för forskning inom gasdynamik och utveckling av effektiva gasturbiner för flygändamål samt förbättring av metoder för värmeöverföring vid höga temperaturer.

### 2007
Thorsteinn Ingi Sigfusson (Island) – för forskning och utveckling rörande vätgasenergiproduktion på Island.
Geoffrey Hewitt (Storbritannien) – för idéutveckling rörande bränsleproduktion baserad på vattenkraft.
Vladimir Nakorjakov (Ryssland) – för undersökning av värmeenergiteknikens fysikaliska och tekniska förutsättningar för strömningsmekanik och värmeöverföring vid icke stationära flöden och vågrörelser i medier som befinner sig i mer än ett tillstånd.

### 2006
Jevgenij Velichov (Ryssland), Masaji Yoshikawa (Japan) och Robert Aymar (Frankrike) – för utveckling av det vetenskapliga och tekniska underlaget för den internationella fusionsenergiforskningsreaktorn ITER.

### 2005
Zjores Alfjorov (Ryssland) – för forskning kring och tillämpning av halvledarbaserade energi- och elektricitetsomvandlare för solkraft och andra elkraftrelaterade ändamål.
Klaus Riedle (Tyskland) – för utveckling av nya gasturbiner för användning i kombikraftverk vid höga temperaturer och effekter.

### 2004
Fjodor Mitenkov (Ryssland) och Leonard J. Koch (USA) – för konstruktion av samt utveckling av det fysikaliska och tekniska underlaget för snabba bridreaktorer för kraftgenerering.
Aleksandr Sjejndlin (Ryssland) – för bidrag till utvecklingen av snabba bridreaktorer för kraftgenerering samt studier av termodynamiska och andra fysikaliska materialegenskaper vid extremt höga temperaturer.

### 2003
Nick Holonyak (USA) – för att ha uppfunnit kommersiellt tillämpbara lysdioder som avger synligt ljus samt för grundläggande insatser inom området kiselhalvledare och mikroelektronik för kraftändamål.
Gennadij Mesiats (Ryssland) och Ian Douglas Smith (USA) – för fysikalisk forskning rörande hantering av impulsenergi vid höga effektnivåer samt utveckling av impulskraftsystem för elektronacceleratorer.